# 魚沼郡
- 令制国一覧 > 北陸道 > 越後国 > 魚沼郡
- 日本 > 中部地方 > 新潟県 > 魚沼郡

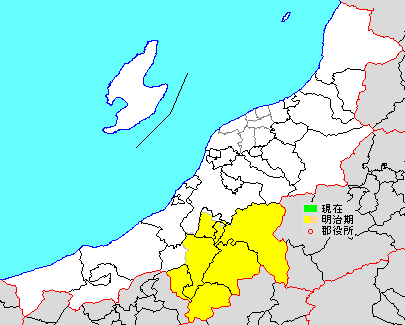
新潟県魚沼郡の範囲

魚沼郡（うおぬまぐん）は、新潟県（越後国）にあった郡。

## 郡域
現在の下記の区域にあたるが、行政区画として画定されたものではない。
- 中魚沼郡
- 南魚沼郡
- 魚沼市
- 南魚沼市
- 長岡市の一部（小国町大貝および川口木沢を除く川口各町、東川口・西川口）
- 十日町市の一部（中仙田、室島、小脇、高倉、樽沢、真田、姿、安養寺、本屋敷、宮中以東）
- 小千谷市の大部分（浦柄・横渡・南荷頃・小栗山・塩谷・片貝町・高梨町を除く）

## 近代以前の沿革
古代からの名称である。古代の文献には「いをぬ」「いおの」などの訓も見られ、現在も魚野川の名にそれが残る。当初は越中国に属していたが、平安時代に越後国に割譲された。

### 式内社
『延喜式』神名帳に記される郡内の式内社。
| 神名帳             | 神名帳     | 神名帳 | 神名帳 | 比定社   | 比定社                 | 比定社 | 集成 |
| 社名               | 読み       | 格     | 付記   | 社名     | 所在地                 | 備考   | 集成 |
| ------------------ | ---------- | ------ | ------ | -------- | ---------------------- | ------ | ---- |
| 魚沼郡 5座（並小） |            |        |        |          |                        |        |      |
| 魚沼神社           | イヲヌノ   | 小     |        | 魚沼神社 | 新潟県小千谷市土川     |        |      |
| 大前神社           | オホサキノ | 小     |        | 大前神社 | 新潟県南魚沼市大崎     |        |      |
| 坂本神社           | サカモトノ | 小     |        | 坂本神社 | 新潟県南魚沼市大倉     |        |      |
| 伊米神社           | イメノ     | 小     |        | 伊米神社 | 新潟県小千谷市大字桜町 |        |      |
| 川合神社           | カハアヒノ | 小     |        | 川合神社 | 新潟県長岡市東川口     |        |      |
| 凡例を表示         |            |        |        |          |                        |        |      |

## 近代以降の沿革
所属町村の変遷は北魚沼郡#郡発足までの沿革、中魚沼郡#郡発足までの沿革、南魚沼郡#郡発足までの沿革をそれぞれ参照
- 「旧高旧領取調帳」に記載されている明治初年時点での支配は以下の通り。下記のほか寺社領、寺社除地[1]が存在。
  - 後の北魚沼郡域（1町164村） - 幕府領（出雲崎代官所・会津藩預地・桑名藩預地）、陸奥会津藩、越後糸魚川藩
  - 後の中魚沼郡域（78村） - 幕府領（出雲崎代官所・会津藩預地）、伊勢桑名藩
  - 後の南魚沼郡域（177村） - 幕府領（出雲崎代官所・会津藩預地・桑名藩預地・脇野町代官所）、陸奥会津藩
- 慶応4年
  - 閏4月29日（1868年6月19日） - 戊辰戦争で新政府軍が桑名藩の陣屋がある刈羽郡柏崎を制圧。
  - 7月27日（1868年9月13日） - 幕府領・桑名藩領が柏崎県（第1次）の管轄となる。
- 明治元年
  - 9月22日（1868年11月6日） - 会津戦争で会津藩が新政府軍に降伏して領地を没収され、領地が柏崎県の管轄となる。
  - 11月5日（1868年12月18日） - 柏崎県を廃して新潟府に合併することが布達される（実行されず）。
- 明治2年
  - 2月22日（1869年4月3日） - 再度柏崎県を廃止する布達が出され、越後府（第2次）に合併。
  - 6月24日（1869年8月1日） - 任知藩事にともない、糸魚川藩が清崎藩に改称。
  - 8月25日（1869年9月30日） - 旧・柏崎県の管轄地が柏崎県（第2次）の管轄となる。
- 明治4年
  - 7月14日（1871年8月29日） - 廃藩置県により藩領が清崎県の管轄となる。
  - 11月20日（1871年12月31日） - 第1次府県統合により全域が柏崎県の管轄となる。
- 明治6年（1873年）6月10日 - 全域が新潟県の管轄となる。
- 明治12年（1879年）4月9日 - 郡区町村編制法の新潟県での施行により、小千谷町など1町156村に北魚沼郡、十日町村など77村に中魚沼郡、六日町村など167村に南魚沼郡が、それぞれ行政区画として発足。同日魚沼郡消滅。